# Markus Del Monego
Markus Del Monego (* 11. April 1966 in Basel) ist ein deutscher Sommelier. 2003 erhielt er in London den Titel des Master of Wine.

## Biographie

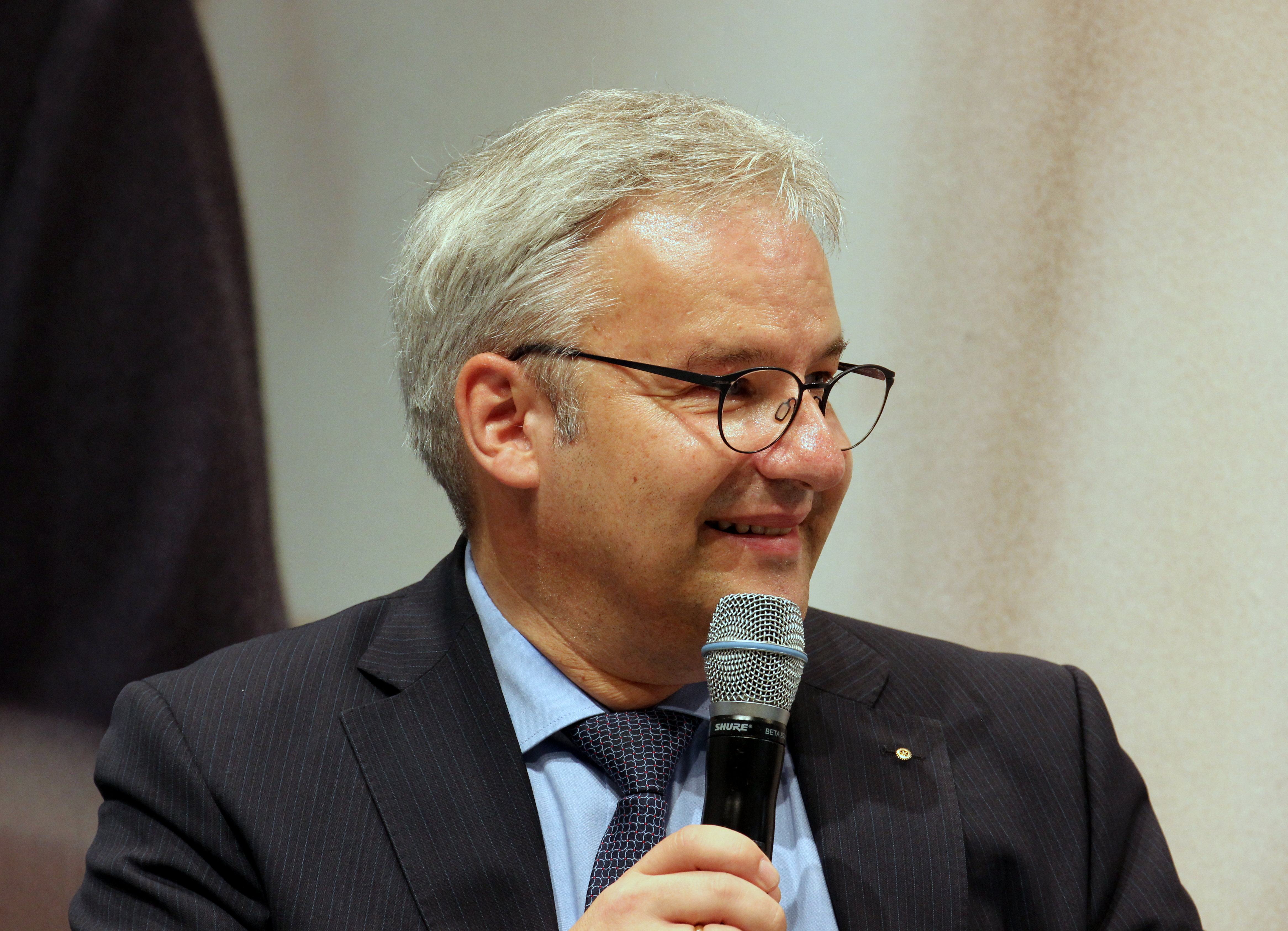
Markus Del Monego auf der Frankfurter Buchmesse 2017

1988 absolvierte er eine Ausbildung zum Hotelfachmann im Dorint Kurhotel Bad Brückenau. Von 1988 bis 1990 war er Chefsommelier und anschließend Direktionsassistent im Park Hotel Bremen. 1993 besuchte er Sommerkurse an der Cornell University, Ithaca NY (USA). Nach einer Anstellung als Betriebsleiter der Meierei im Bürgerpark in Bremen von 1991 bis 1993, war er von 1993 bis 1994 im Empfangsbereich des Savoy Hotels, London und von 1994 bis 1996 als Hoteldirektor im Gutshotel Richtershof in Mülheim/Mosel tätig. Seit 1997 ist er Inhaber und Geschäftsführer der caveCo GmbH und der tasteTainment GmbH, Essen. Markus Del Monego hat Kolumnen in verschiedenen Printmedien, z. B. in der Süddeutschen Zeitung, Lufthansa exklusive Magazine, Capital Club Magazin, Drinks Magazine, Vsya Evropa.
Er war bis 2017 Vizepräsident der Sommelier-Union Deutschland e. V., dem Bundesberufsverband der deutschen Sommeliere.

## Auszeichnungen
1986 - 1. Platz beim Nachwuchswettbewerb des deutschen Weininstituts

1986 - 8. Platz beim Concours du Meilleur Sommelier d’Allemagne, Sopexa

1987 - 1. Platz beim Euromarkenstipendium, 1. Platz Trophée Ruinart, Meilleur Sommelier d’Allemagne, 3. Platz beim Concours du Meilleur Sommelier d’Allemagne, Sopexa, 4. Platz Trophée Ruinart, Meilleur Sommelier d’Europe

1991 - 1. Platz Meilleur Sommelier d’Allemagne, Sopexa

1992 - Sommelier des Jahres, Gault Millau, 3. Platz beim Concours du Meilleur Sommelier du Monde, Sopexa

1995 - 4. Platz beim Concours du Meilleur Sommelier du Monde, ASI

1998 - Weltmeister der Sommeliers, Wien

1998 - Master of Sake – Kiki Sakeshi

1999 - Ambassador of Swiss Wines

2002 - Aufnahme „Keepers of the Quaich"

2003 - Master of Wine, London

2008 - Berufung zum vereidigten Sachverständiger zur Bewertung von Weinen an der IHK Essen

## Veröffentlichungen
- Wine & More Notizbuch mit Aromentabelle – (deutsch, englisch, französisch), PACs GmbH, Staufen, 1999
- Mineralwasser für Genießer, Augustus Verlag München, 2000
- Die besten Weingüter der Neuen Welt, Gräfe & Unzer Verlag, München, 2000
- Warum der Wein korkt?, erschienen im Oktober 2002, Heel-Verlag, Königswinter
- Wasser – Trinkgenuss für jeden Tag, Heel-Verlag, Königswinter, 2003

Co-Autor:
- Die besten Weingüter Deutschlands, Gräfe & Unzer Verlag, München, 2000
- Guide des vins des sommeliers, Criterion-Fleurus Verlag, Paris, 1999/2000
- Das Feinschmecker-Handbuch Käse, h.f.ullmann, Königswinter, 2008 (Weinempfehlungen)